# Бусинский, Душан
Душан Бусинский (чеш. Dušan Businský; род. 23 мая 1968, Усти-над-Лабем) — чешский гребец, выступавший за сборные Чехословакии и Чехии по академической гребле в 1986—1998 годах. Обладатель серебряной медали чемпионата мира, победитель и призёр первенств национального значения, участник летних Олимпийских игр в Барселоне.

## Биография
Душан Бусинский родился 23 мая 1968 года в городе Усти-над-Лабем, Чехословакия.
Занимался академической греблей в Праге, проходил подготовку в столичном гребном клубе «Дукла».
Впервые заявил о себе на международном уровне в сезоне 1986 года, когда вошёл в состав чехословацкой национальной сборной и выступил на юниорском мировом первенстве в Рачице, где в зачёте восьмёрок стал шестым.
В 1990 году в распашных рулевых четвёрках показал восьмой результат на чемпионате мира в Тасмании.
В 1991 году в той же дисциплине занял 12-е место на чемпионате мира в Вене.
Благодаря череде удачных выступлений удостоился права защищать честь страны на летних Олимпийских играх 1992 года в Барселоне. В составе экипажа-восьмёрки, куда также вошли гребцы Павел Меншик, Ондржей Голечек, Иржи Шефчик, Павел Сокол, Петр Блеха, Ян Бенеш, Радек Завадил и рулевой Иржи Птак, благополучно преодолел предварительный квалификационный этап, но на стадии полуфиналов занял в своём заезде последнее место и отобрался лишь в утешительный финал В, где в конечном счёте финишировал шестым. Таким образом, расположился в итоговом протоколе соревнований на 12-й строке.
После барселонской Олимпиады Бусинский остался действующим спортсменом и продолжил принимать участие в крупнейших международных регатах. Так, в 1993 году он представлял Чехию на домашнем чемпионате мира в Рачице — занял в программе безрульных четвёрок итоговое 15-е место.
В 1995 году в четвёрках без рулевого вновь показал 15-й результат на чемпионате мира в Тампере.
В 1996 году побывал на чемпионате мира в Глазго, откуда привёз награду серебряного достоинства, выигранную в распашных рулевых четвёрках — уступил здесь только экипажу из Румынии.
В 1997 году в рулевых четвёрках одержал победу на этапе Кубка мира в Мюнхене, был шестым на чемпионате мира в Эгбелете.
В 1998 году в восьмёрках закрыл десятку сильнейших на этапе Кубка мира в Люцерне, тогда как в четвёрках финишировал шестым на чемпионате мира в Кёльне.